# Cyanea parvifolia
Cyanea parvifolia là loài thực vật có hoa trong họ Hoa chuông. Loài này được (C.N.Forbes) Lammers, Givnish & Sytsma mô tả khoa học đầu tiên năm 1993.